# Evita Willaert
Pour les articles homonymes, voir Willaert.
 (mai 2022).
Si vous disposez d'ouvrages ou d'articles de référence ou si vous connaissez des sites web de qualité traitant du thème abordé ici, merci de compléter l'article en donnant les références utiles à sa vérifiabilité et en les liant à la section « Notes et références ».
Evita M.C.A. Willaert, née à Gand le 11 octobre 1981 est une femme politique belge flamande, membre de Groen.
Elle est pendant 5 ans enseignante dans le professionnel; de 2008 à 2011, elle est accompagnatrice pédagogique au Pedagogische Begeleidingsdienst à Gand; en janvier 2012, elle devient chercheuse doctorale à l'UGent.

## Décoration
- Chevalier de l'ordre de Léopold (2024)

## Carrière politique
- Ancienne membre du CPAS de Gand
- Députée fédérale depuis le 25 mai 2014.